# Profvoetballer van het Jaar 2001
Het gala van de Belgische verkiezing Profvoetballer van het Jaar 2001 werd georganiseerd op 14 mei 2001 in het casino in Knokke. Walter Baseggio won verrassend, voor Anderlecht-ploeggenoten Jan Koller en Bart Goor. De twee vorige edities werd Baseggio telkens verkozen tot Jonge Profvoetballer van het Jaar.

## Winnaars
De 22-jarige Walter Baseggio werd in zowel 1999 als 2000 Jonge Profvoetballer van het Jaar. In 2001 mocht hij ook de hoofdtrofee in ontvangst nemen. De linksvoetige middenvelder met het harde schot was een belangrijke schakel geworden bij RSC Anderlecht en ving zo het vertrek op van sterkhouders Enzo Scifo en Pär Zetterberg. De uitslag was een grote verrassing, aangezien op voorhand Gouden Schoen Jan Koller en Bart Goor als favorieten naar voor geschoven werden. Marc Degryse, de laureaat van 2000, kreeg voor het eerst de Fair-Playprijs.
Aimé Anthuenis werd de eerste coach die drie keer op rij verkozen werd tot Trainer van het Jaar. Anthuenis veroverde zijn derde landstitel op rij en maakte met Anderlecht ook indruk in de UEFA Champions League.
In de categorie voor Jonge Profvoetballer van het Jaar won Baseggio's ploegmaat Alin Stoica, die in 2000 nog derde werd. De Kroaat Vedran Runje van Standard Luik werd voor de tweede keer uitgeroepen tot Keeper van het Jaar.
Frank De Bleeckere werd voor de tweede maal uitgeroepen tot beste scheidsrechter.

## Uitslag

### Profvoetballer van het Jaar
| Nr. | Land                              | Winnaar         | Club           |
| --- | --------------------------------- | --------------- | -------------- |
| 1.  | Vlag van België · Vlag van Italië | Walter Baseggio | RSC Anderlecht |
| 2.  | Vlag van Tsjechië                 | Jan Koller      | RSC Anderlecht |
| 3.  | Vlag van België                   | Bart Goor       | RSC Anderlecht |

### Keeper van het Jaar
| Nr. | Land             | Winnaar          | Club          |
| --- | ---------------- | ---------------- | ------------- |
| 1.  | Vlag van Kroatië | Vedran Runje     | Standard Luik |
| 2.  | Vlag van België  | Bart Deelkens    | KVC Westerlo  |
| 3.  | Vlag van België  | Frédéric Herpoel | AA Gent       |

### Trainer van het Jaar
| Nr. | Land               | Winnaar        | Club           |
| --- | ------------------ | -------------- | -------------- |
| 1.  | Vlag van België    | Aimé Anthuenis | RSC Anderlecht |
| 2.  | Vlag van België    | Jan Ceulemans  | KVC Westerlo   |
| 3.  | Vlag van Noorwegen | Trond Sollied  | Club Brugge    |

### Jonge Profvoetballer van het Jaar
| Nr. | Land              | Winnaar       | Club           |
| --- | ----------------- | ------------- | -------------- |
| 1.  | Vlag van Roemenië | Alin Stoica   | RSC Anderlecht |
| 2.  | Vlag van Egypte   | Ahmed Hossam  | AA Gent        |
| 3.  | Vlag van Tsjechië | Lukáš Zelenka | KVC Westerlo   |

### Scheidsrechter van het Jaar
| Nr. | Land            | Winnaar            |
| --- | --------------- | ------------------ |
| 1.  | Vlag van België | Frank De Bleeckere |
| 2.  | Vlag van België | Paul Allaerts      |
| 3.  | Vlag van België | Luc Huyghe         |

### Fair-Playprijs
| Nr. | Land            | Winnaar       | Club               |
| --- | --------------- | ------------- | ------------------ |
| 1.  | Vlag van België | Marc Degryse  | Germinal Beerschot |
| 2.  | Vlag van België | Rudy Janssens | KVC Westerlo       |
| 3.  | Vlag van België | Timmy Simons  | Club Brugge        |